# Cerrezuelo
Cerrezuelo és un centre poblat de l'Uruguai ubicat a l'est del departament de Durazno, sobre el límit amb Cerro Largo. Té una població aproximada de 150 habitants, segons les dades del cens del 2004.
Es troba a 81 metres sobre el nivell del mar.